# Reputación corporativa
La reputación corporativa es uno de los recursos intangibles o indicadores no financieros del mundo empresarial. La reputación corporativa se basa en la gestión de las dimensiones  relevantes del comportamiento empresarial, como el desempeño financiero, la calidad de productos y servicios, innovación, la ciudadanía, el trabajo, el liderazgo y la ética. La gestión de la reputación busca la consideración positiva y el prestigio de la empresa.La reputación corporativa es el "conjunto de apreciaciones que los diferentes públicos tienen sobre una organización, las cuales se forman sobre la base de las diferentes actuaciones que realiza -voluntarias o no- y por la consecuencias que dichos actos generan en los ámbitos en los que desarrolla sus actividades".

## Terminología
El término específico «economía de la reputación» fue acuñado por primera vez en la XV International Conference on Corporate Reputation, Brand, Identity and Competitiveness, de Reputation Institute, celebrada en 2011 en Nueva Orleans (Estados Unidos). Su auge surge tras las grandes crisis reputacionales (Arthur Andersen, Parmalat, WorldCom) que, hicieron a los líderes de todo el mundo entender que una mala reputación puede ocasionar la desaparición de una empresa. El concepto, como disciplina de gestión, se consolida tras la crisis financiera de 2008 con el llamado ciclo económico de la «economía de los intangibles y de la reputación corporativa», aunque cuenta con antecedentes directos desde los años 80, cuando se triplicó el valor de los intangibles de las empresas del S&P 500.
Como indica la consultora Reputation Institute, la reputación es el activo más valioso de las organizaciones y su mala gestión se considera, junto con la de la marca corporativa, como el principal riesgo al que se enfrentan las empresas. Según Enrique Carreras, Ángel Alloza y Ana Carreras «La reputación es un sentimiento positivo hacia una persona o institución que integra tres vectores: admiración, buena estima y confianza». Desde el punto de vista académico se han repetido ciertas ideas cuando se ha abordado este concepto: 
1. La reputación de la empresa en un grupo de interés tiene efectos en su conducta.
2. Las conductas de los grupos de interés tienen la capacidad para mantener una ventaja competitiva en su sector porque amplían la satisfacción y la fidelidad del cliente, la atracción del empleado, el valor de la empresa y la atracción para el inversor.
3. La reputación, aunque intangible, representa una construcción social estable y duradera que puede ser gestionada y es, por tanto, un recurso estratégico.[1]

En la actualidad prevalece el enfoque que considera la reputación corporativa como una actitud, ya que estimula la conducta favorable o desfavorable hacia una empresa o institución. Se basa en la legitimación, que explica las conductas de los grupos de interés, así como en la teoría de la acción planeada, que explica la aparición de conductas de valor, como la compra de un producto o servicio, la inversión en un negocio o la decisión de trabajar en un lugar en concreto. Estas teorías ya han mostrado su eficacia en ámbitos de la conducta humana y en el campo del comportamiento económico.

## Evolución del concepto
La reputación corporativa —es decir, la reputación enfocada desde un punto de vista empresarial— apareció por primera vez en 1958, cuando Pierre Martineau trató el concepto de «imagen corporativa» en lugar de «imagen de marca». Sin embargo, es en las últimas décadas cuando la reputación corporativa cobra especial interés tanto para el mundo académico como empresarial.
En los años noventa observamos un aumento de interés hacia el concepto, en parte debido al cambio en el programa de investigación científica sobre reputación: mientras en 1960-1990 se centraba en la reputación-publicidad (los efectos de la credibilidad), a partir de 1990 se focalizó en la reputación-valor, demostrando el valor de la reputación en el mercado, y permitiendo así una medición más precisa y creíble. 
En 2002, Steven Wartick identificó tres carencias básicas de la situación de la investigación en el campo de la reputación corporativa:
- La falta de consenso sobre una definición conceptual del término, debido a la polisemia y la sinonimia del término.
- La pobreza teórica, ya que se desconocía el fenómeno a observar, así como sus mecanismos de formación y cambio.
- Confusión métrica (derivada de las dos primeras).

Charles Fombrun, fundador y presidente de Reputation Institute, se convirtió en uno de los principales exponentes internacionales que abordó el concepto con la publicación del artículo Reputation: Realizing Value from Corporate Image en 1996 y Fame and Fortune: How Successful Companies Build Winning Reputations en 2004, junto con el profesor de la Rotterdam School of Management, Cees Van Riel. Fombrun, con el apoyo de la asociación española Foro de Reputación Corporativa, impulsada por grandes empresas y liderada por Ángel Alloza, mejoró en 2004 su herramienta de medición de la reputación llamada Reputation Quotient (RQ), y creó el modelo RepTrak. La herramienta se presentó a la comunidad académica y profesional en 2005 en Madrid y a escala internacional en 2006 en Nueva York en la International Conference on Corporate Reputation, Brand, Identity and Competitiveness. RepTrak se estructura en base a siete dimensiones: la oferta de productos y servicios, el liderazgo, el desempeño financiero, el trabajo, la ciudadanía, la innovación y el buen gobierno.
En España fue Antonio López, presidente de honor de Dircom España, el profesional encargado de propagar el concepto a través de la publicación de su artículo La comunicación empresarial publicado por la revista TELOS en 1998 y por apoyar la creación del Foro de Reputación Corporativa en 2002, para profesionalizar la gestión de la reputación corporativa y otros intangibles. En 2011, el Foro de Reputación Corporativa se fusionó con el Instituto de Análisis de los Intangibles creando el think tank Corporate Excellence – Centre for Reputation Leadership, una fundación empresarial especializada en reputación liderada por Ángel Alloza y que cuenta en su patronato y como empresas colaboradoras con más de la mitad de las empresas del Ibex 35.

## Métricas de reputación
Las métricas de reputación sirven para medir el impacto que tiene la reputación en el valor de la compañía. Para gestionar de manera correcta los recursos intangibles se deben desarrollar métricas de reputación capaces de medir el retorno económico. Para ello, los indicadores financieros tradicionales se complementan con métricas de reputación que se incluyen en el cuadro de mando de las organizaciones, ayudando a crear un colchón reputacional que reduzca el impacto negativo en caso de crisis. Según el estudio Global Financial Tracker 2019, el 52 % del valor empresarial mundial es intangible y casi el 80 % se mantiene oculto.
Esto contrasta con el hecho de que uno de los puntos clave del auge de la reputación corporativa en las empresas es la generación del valor financiero de los activos intangibles. En el caso de la reputación, existen una gran cantidad de métricas, escalas e índices para evaluarla. Los profesores Carreras y Alloza diferencian entre las métricas que buscan establecer con objetividad la reputación de una organización —que proceden de la realización de auditorías o valoraciones de públicos informados como analistas financieros, directivos o periodistas especializados— y las métricas que reflejan el punto de vista subjetivo de los grupos de interés. 
1. Las métricas objetivas se componen por rankings, índices de reputación y el índice MERCO.
2. Las métricas de evaluación del grupo de interés pueden ser:
  - Métricas de reputación racional: RQ Reputation Quotient, reputación basada en el cliente (CBR), escala de carácter corporativo y escala formativa de Helm.
  - Métricas de reputación global: RepTrak Pulse, escala Global de Highhouse, escala bifactorial de reputación y escala de reputación percibida.

También existen otras escalas, como la del prestigio externo percibido, la de credibilidad corporativa o la escala de desconfianza institucional. Por tanto, se pueden establecer métricas de reputación objetivas y métricas de evaluación subjetivas en base a los grupo de interés, en donde se distinguen métricas racionales (indirectas) y métricas emocionales (directas).

## Impacto de la reputación en el negocio
Distintas investigaciones señalan la reputación como uno de los recursos intangibles no financieros más relevantes por su impacto directo en el negocio. Según RepTrak España 2017, mejorar cinco puntos la reputación incrementa la intención de compra en un 6,4 % y la intención de recomendación en 6,1 %. Además, las organizaciones perciben el riesgo reputacional como el elemento más importante para la resiliencia del negocio.
Existen muchos estudios que avalan que los consumidores tienen una opinión más positiva y favorable sobre aquellas organizaciones involucradas en una causa social. De hecho, un 43,5 % del peso de la reputación —un 40,9 % a escala global— está relacionado con temas de RSC y negocio responsable, como son ciudadanía corporativa, buen gobierno y calidad del entorno laboral.
En el nuevo ciclo económico de la «economía de los intangibles y de la reputación corporativa», la reputación es el mejor exponente del activo intangible de mayor valor estratégico con claros déficits de comprensión, medición y gestión.

## Factores que influyen en la reputación
Según Ángel Alloza, los tres factores que influyen en la reputación y que, a su vez, influyen en la misma son los siguientes: 

### Autenticidad
La autenticidad es un atributo estrechamente ligado a la reputación. La autenticidad se ha convertido en un objetivo para el liderazgo de marca, como predijo en 2007 el informe The Authentic Enterprise de la organización Page, en donde se aseguraba que las empresas y las organizaciones desean, cada día más, ser consideradas como «auténticas».
Para conseguir ser auténticos tiene que haber una correlación entre lo que la marca dice de sí misma, lo que demuestra y lo que otros dicen de ella. El espacio entre la autenticidad y la reputación es lo que se denomina authenticity gap o brecha de autenticidad; por lo que se debe gestionar de forma proactiva esa distancia entre las expectativas del público y las experiencias reales de la marca.

### Legitimidad
La legitimadad es un factor fundamental para operar en el mercado. Como aseguran Carreras y Alloza, la teoría de la legitimación ofrece un marco conceptual coherente sobre la variedad del apoyo social de una organización. La legitimación suscita en las audiencias una actitud de apoyo activo o de consentimiento pasivo. Las aportaciones de la legitimidad a la reputación corporativa se estructuran en: naturaleza del apoyo social, fuentes de valor y complejidad del apoyo social.

### Confianza
Como indica el Barómetro de confianza de Edelman de 2018, la sociedad actual posee niveles muy bajos de confianza —más del 71 % de la población global no confía en sus instituciones—, y se encuentra navegando en la era de la posverdad —el 63 % de la población mundial no es capaz de distinguir entre noticias verídicas y falsas—. Las redes sociales han impulsado la proliferación de las fake news o noticias falsas. El aumento de la desconfianza está provocado por la falta de transparencia en estas plataformas, en las que el emisor es, incluso, anónimo. De hecho, un 59 % de la población opina que cada vez es más difícil saber si una noticia proviene de un medio respetado o no.

## Figuras que gestionan la reputación en las empresas
En los últimos años han surgido diferentes figuras para gestionar los activos y recursos intangibles, como la reputación: el dircom, el Chief Reputation Officer (CRO), el director de marca, el director de asuntos públicos, corporativos o el director de sostenibilidad son algunas de ellas. Sin embargo, el auge del Chief Communication Officer (CCO) se ha posicionado como clave en la nueva economía de la reputación. La función del CCO fue definida por Arthur W. Page Society, una asociación mundial de directores de comunicación. Entre las funciones del CCO destaca su cercanía como consejero y asesor estratégico del CEO y su capacidad de lectura del contexto social para extraer insights estratégicos en clave reputacional y contextual. 
El CCO es responsable de las comunicaciones con todos los stakeholders, como los empleados, clientes, accionistas, medios de comunicación, miembros influyentes de la comunidad empresarial, y el público general.